# Мануель Антоніо Санклементе
Мануель Антоніо Санклементе (ісп. Manuel Antonio Sanclemente; 19 вересня 1813 — 12 березня 1902) — колумбійський державний і політичний діяч, третій президент Колумбії.

## Біографія
Народився 1813 року в Бузі Вальє-дель-Каука. Вивчав право в Університеті Кауки, який закінчив 1837 року. 1854 року був обраний на пост магістрата Верховного суду Колумбії. За президентства Маріано Оспіни Родрігеса Санклементе обіймав посади секретаря уряду та військового міністра.
1898 у 84-річному віці Санклементе здобув перемогу на президентських виборах. В день інавгурації, 7 серпня, він захворів, тому присягу замість нього складав віцепрезидент Хосе Мануель Маррокін. Офіційно Санклементе був приведений до присяги лише 3 листопада.
У жовтні 1899 року Ліберальна партія розгорнула широкомасштабну кампанію проти адміністрації Санклементе, що згодом переросла в конфлікт, який отримав назву Тисячоденна війна. Революційні виступи почались у департаменті Сантандер і поширились на решту країни. Громадянська війна тривала впродовж трьох років і завершилась у листопаді 1902, принісши тисячі смертей і міліонні фінансові втрати. Зрештою конфлікт завершився перемогою консервативного уряду.
31 липня 1900 року, в самий розпал війни, в Колумбії відбувся державний переворот, в результаті якого немічного Санклементе було усунуто від влади. Його на посту президента замінив віцепрезидент Хосе Мануель Маррокін. Згодом група молодих політиків і впливових військовиків вирішили взяти колишнього президента під домашній арешт. У березні 1902 року Мануель Антоніо Санклементе помер.